# Yuri Alberto
Alberto Monteiro da Silva (* 18. März 2001 in São José dos Campos), auch als Yuri Alberto bekannt, ist ein brasilianischer Fußballspieler.

## Karriere

### Verein
Yuri Alberto erlernte das Fußballspielen in den brasilianischen Jugendmannschaften vom São José EC und dem FC Santos. Beim FC Santos unterschrieb er am 1. November 2017 seinen ersten Vertrag. Der Verein aus Santos, einer Hafenstadt im brasilianischen Bundesstaat São Paulo, spielte in der ersten brasilianischen Liga, der Série A. Sein Debüt in der Série A gab er am 17. November 2017 (35. Spieltag) im Auswärtsspiel gegen den EC Bahia. Hier wurde er in der 75. Minute für Renato eingewechselt. Bahia gewann das Spiel mit 3:1. Am 3. August 2020 wechselte er zum Ligakonkurrenten SC Internacional nach Porto Alegre.
Im Januar 2022 wechselte er zum russischen Erstligisten Zenit St. Petersburg. Im folgenden Juni wechselte er auf Leihbasis in seine brasilianische Heimat zum SC Corinthians, der ihn im Januar 2023 fest verpflichtete.

### Nationalmannschaft
Yuri Alberto spielte 2017 neunmal in der brasilianischen U17-Nationalmannschaft. Mit der Mannschaft nahm er an der U17-Südamerikameisterschaft im eigenen Land teil. Das Turnier gewann man vor der Mannschaft aus Chile. 2020 spielte er zweimal für die U23-Nationalmannschaft.
Im März 2023 wurde Alberto für ein Testspiel gegen Marokko am 25. März erstmals in die Auswahl Brasiliens berufen. In der Partie wurde er in der 85. Minute für Lucas Paquetá eingewechselt.

## Erfolge
Brasilien U17
- U-17-Fußball-Südamerikameisterschaft: 2017

Auszeichnungen
- Torschützenkönig: Série A 2024 (15 Tore)

Auszeichnungen
- Bola de Prata: Schönstes Tor Série A 2024[6]